# Corroboree

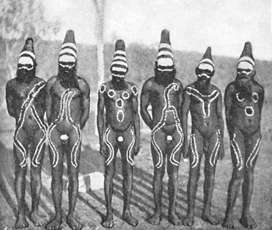
Arrerntéer som firar Corroboree

Corroboree är en aboriginisk högtid. De firar den med ritualer och fester för att komma i kontakt med ”förfäderna andevarelserna”. Ett tag förbjöds den men aboriginerna fortsatte att fira den i smyg. Män och kvinnor har olika ceremonier. Kvinnor får inte se männens ceremonier och männen får inte se kvinnornas. Både männen och kvinnorna målar sig med mönster över hela kroppen i samband med ritualerna och dansen. Männens målningar var mycket mer uppseendeväckande än kvinnornas.